# جامعة دبلن جمعية علوم الحيوان
جامعة دبلن جمعية علوم الحيوان
جمعية علوم الحيوان في جامعة دبلن(بالإنجليزية:  Dublin University Zoological Association)‏ تأسست في عام 1853 لتشجيع الدراسات الحيوانية في أيرلندا. جامعة دبلن الآن تغير اسمها إلى كلية ترينيتي في دبلن.